# BVC Amsterdam in het seizoen 1954/55
Het seizoen 1954/1955 was het eerste jaar in het bestaan van de Amsterdamse betaaldvoetbalclub Amsterdam. De club kwam uit in de Eerste klasse A en eindigde daarin op de vijfde plaats, dit betekende dat de club in het nieuwe seizoen uitkwam op het hoogste voetbalniveau.

## Wedstrijdstatistieken

### NBVB(afgebroken)
|       | Alkmaar '54 | Den Haag | Fortuna '54 | De Graafschap | Rapid '54 | Rotterdam | Twentse Profs | Utrecht | Venlo '54 |
| ----- | ----------- | -------- | ----------- | ------------- | --------- | --------- | ------------- | ------- | --------- |
| Thuis | 2 – 1       | 2 – 1    | –           | 5 – 1         | 6 – 2     | 0 – 0     | 4 – 3         | –       | –         |
| Uit   | –           | 1 – 6    | 2 – 1       | –             | –         | 4 – 0     | –             | –       | 1 – 1     |

### Eerste klasse A
|       | DOS   | Emma  | Excelsior | Go Ahead | SHS   | Leeuwarden | LONGA | MVV   | NAC   | Roda Sport | Stormvogels | Veendam | Zwolsche Boys |
| ----- | ----- | ----- | --------- | -------- | ----- | ---------- | ----- | ----- | ----- | ---------- | ----------- | ------- | ------------- |
| Thuis | 4 – 1 | 3 – 0 | 3 – 0     | 1 – 1    | 3 – 4 | 3 – 0      | 4 – 3 | 1 – 3 | 3 – 3 | 3 – 1      | 0 – 1       | 4 – 1   | 1 – 2         |
| Uit   | 4 – 2 | 1 – 4 | 2 – 1     | 1 – 0    | 4 – 1 | 1 – 3      | 0 – 0 | 1 – 2 | 2 – 1 | 3 – 2      | 0 – 0       | 2 – 2   | 0 – 2         |

## Statistieken Amsterdam 1954/1955

### Eindstand Amsterdam in de Nederlandse Eerste klasse A 1954 / 1955
| Stand | Gespeeld | Gewonnen | Gelijk | Verloren | Punten | Doelpunten voor | Doelpunten tegen |
| ----- | -------- | -------- | ------ | -------- | ------ | --------------- | ---------------- |
| 5e    | 26       | 11       | 5      | 10       | 29     | 53              | 41               |

### Eindstand Amsterdam in de Nederlandse NBVB 1954 / 1955 (afgebroken)
| Stand | Gespeeld | Gewonnen | Gelijk | Verloren | Punten | Doelpunten voor | Doelpunten tegen |
| ----- | -------- | -------- | ------ | -------- | ------ | --------------- | ---------------- |
| 2e    | 10       | 6        | 2      | 2        | 14     | 27              | 16               |

### Topscorers
| #                | Naam                  | Goal |
| ---------------- | --------------------- | ---- |
| 1.               | Hannie Tolmeijer      | 11   |
| 2.               | Cor Brom              | 8    |
| 2.               | Jos Vonhof            | 8    |
| 4.               | Chiel Koolemans       | 6    |
| 5.               | Tonnie Gallis         | 5    |
| 6.               | Jan Klein             | 3    |
| 7.               | Leen Corbran          | 2    |
| 7.               | Cees Kick             | 2    |
| 7.               | Leo Stricker          | 2    |
| 10.              | Hans Boskamp          | 1    |
| 10.              | Henk Meijer           | 1    |
| 10.              | Ferry Mesman          | 1    |
| 10.              | Wim Tjepkema          | 1    |
| Eigen doelpunten |                       |      |
| –                | Bram Lussenburg (NAC) | 1    |
| –                | Puck Storimans (NAC)  | 1    |
| Totaal           | Totaal                | 53   |

| #              | Naam                   | Goal |
| -------------- | ---------------------- | ---- |
| 1.             | Tonnie Gallis          | 11   |
| 2.             | Jan Klein              | 6    |
| 2.             | Jos Vonhof             | 6    |
| 4.             | Hannie Tolmeijer       | 2    |
| 5.             | Cees Kick              | 1    |
| Eigen doelpunt |                        |      |
| –              | Toon Bauman (Den Haag) | 1    |
| Totaal         | Totaal                 | 27   |

### Spelers
Spelers die deelnamen aan NBVB-competitie:
- Hans Boskamp (Ajax)
- Leen Corbran (Alkmaar'54)
- Tonnie Gallis (RCH)
- Jan van Houten (Watergraafsmeer)
- Cees Kick (De Volewijckers)
- Jan Klein (DWS)
- Ferry Mesman (Blauw Wit)
- Henk Meijer (DWS)
- Herman van Raalte (Blauw Wit)
- Harry Smit (AFC)
- Leo Stricker (Zeeburgia}
- Wim Tjepkema (AFC)
- Hannie Tolmeijer (Blauw Wit)
- Ad Visser (Ajax)
- Jos Vonhof (DWS)